# Campomorone

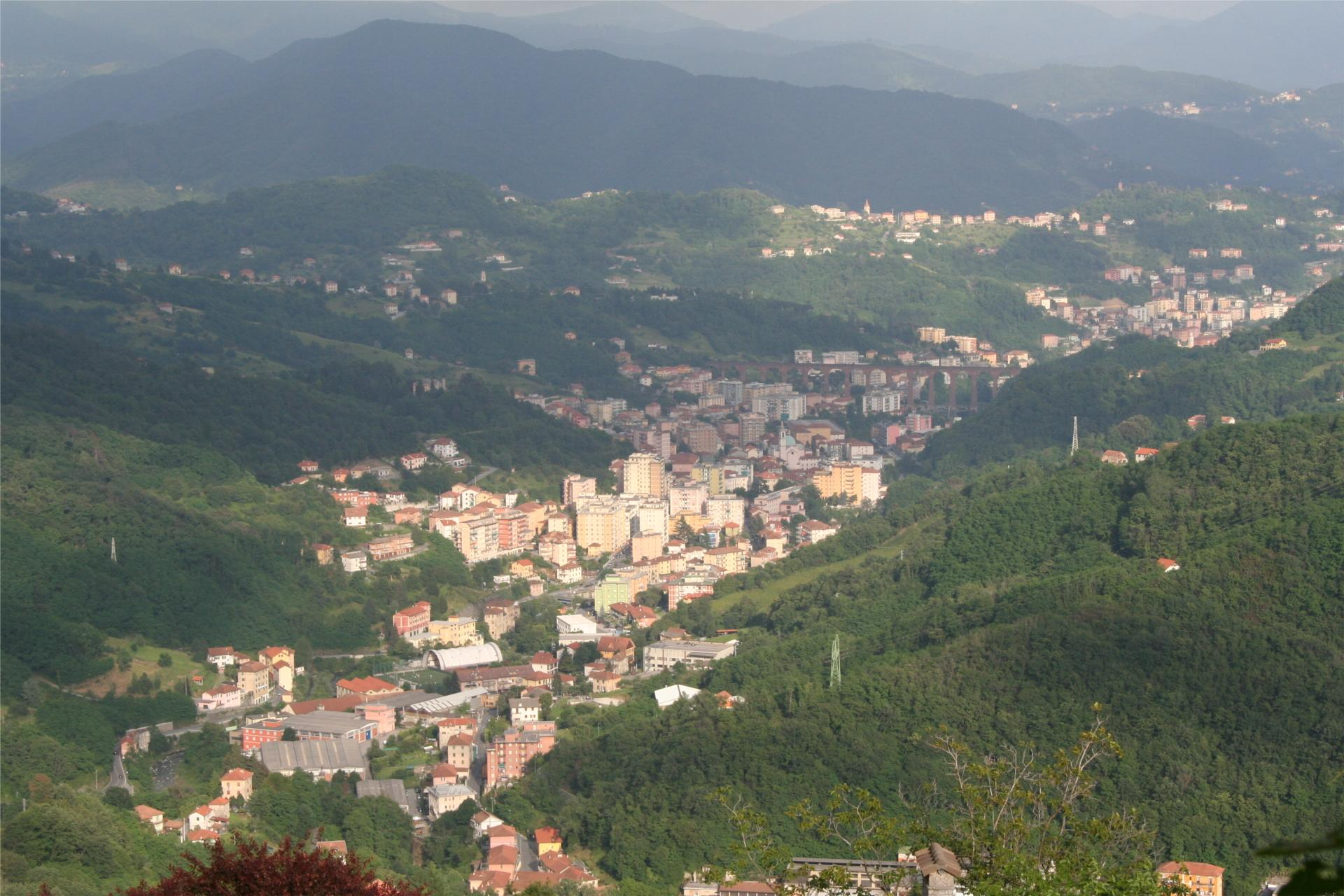
Vista de Campomorone

Campomorone es una localidad y comune italiana de la provincia de Génova, región de Liguria, con 7.450 habitantes.

## Evolución demográfica
| Gráfica de evolución demográfica de Campomorone entre 1861 y 2001 |
|                                                                   |
| Fuente ISTAT - elaboración gráfica de Wikipedia                   |